# Werner Schatt
Werner Schatt (* 26. Januar 1923 in Friedrichroda; † 24. Juli 2009 in Dresden) war ein deutscher Werkstoffwissenschaftler. Er war insbesondere ein Spezialist für das Sintern.

## Leben
Schatt wurde 1923 im thüringischen Friedrichroda in eine Handwerkerfamilie hineingeboren. Nach dem Abitur 1940 war er zunächst im Arbeitsdienst und diente nach einer Militärausbildung im Zweiten Weltkrieg als Offizier an der Ostfront. 1944 geriet er in sowjetische Kriegsgefangenschaft, aus der er 1949 mit angeschlagener Gesundheit zurückkehrte. Nach seiner Rückkehr arbeitete er zunächst in der Gießerei VEB Pressenbau Bad Salzungen, bevor er ab 1950 an der TH Dresden Maschinenbau studierte.  1954 erhielt er sein Diplom und arbeite danach unter dem Pulvermetallurgen Friedrich Eisenkolb an seiner Doktorarbeit zu Al2O3-Chrom-Kompositen welche er 1959 abschloss. Nach seiner Doktorarbeit wurde er der Leiter der metallurgischen Abteilung im Deutschen Amt für Material- und Warenprüfung in Magdeburg und erhielt 1963 eine Professur für Werkstoffkunde in einem benachbarten Institut, welches von Ernst Schiebold geleitet wurde. Nach dessen Tod wurde er stellvertretender Direktor des Institutes.
1966 habilitierte er zu metallographischen Methoden zur Bestimmung der Orientierung von Einkristallen und Polykristallen  an der TH „Otto von Guericke“ in Magdeburg und wurde im selben Jahr als Nachfolger von Friedrich Eisenkolb der Leiter des Wissenschaftsbereiches Werkstoffwissenschaft an der Technischen Universität Dresden. 1968 erhielt er eine Professur für Werkstoffkunde. In Dresden konzentrierte er sich bei seiner Forschung auf die Pulvermetallurgie, insbesondere auf die Grundlagen des Feststoff-Sinterns.
Er arbeite eng mit Jakow Geguzin in Charkiw zusammen. Mit den Wienern Forschern Richard Kieffer und Benno Lux, den Stuttgartern Günter Petzow, Wolfgang A. Kaysser und Winfried Josef Huppmann und dem Karlsruhern Fritz Thümmler und Herbert Gleiter unterhielt er West- bzw. innerdeutsche Kontakte. Deswegen wurde er vom MfS stark überwacht und unter Druck gesetzt und stand unter dem Verdacht des Hochverrats (laut eigener Stasi-Akte).

## Auszeichnungen
Trotz seiner fortgesetzten Westkontakte erhielt Schatt 1974 den Karl-Marx-Orden. 1987 wurde er Hervorragender Wissenschaftler des Volkes der DDR, im Jahr darauf Ehrensenator der TU Dresden. 1986 erhielt er vom Gemeinschaftsausschuss Pulvermetallurgie für herausragende Leistungen auf dem Gebiet der Pulvermetallurgie den Skaupy-Preis. Seit 1977 war er korrespondierendes Mitglied der Akademie der Wissenschaften der DDR. Daneben erhielt er die Heyn-Gedendkmünze und die Ehrenmitgliedschaft der Deutschen Gesellschaft für Materialkunde.

## Schriften
In seiner Laufbahn veröffentlichte Schatt diverse Bücher zu Pulvermetallurgie und Werkstoffwissenschaften, die noch heute von Studenten während der Ausbildung verwendet werden.
- Mithrsg.: Werkstoffwissenschaft, 11. Aufl., Weinheim 2011 ISBN 978-3-527-32323-4
- Mithrsg.: Pulvermetallurgie: Technologie und Werkstoffe, Springer, 2. Aufl., Berlin u. a. 2007 ISBN 978-3-540-23652-8
- Pulvermetallurgie. Sinter- und Verbundwerkstoffe, Deutscher Verlag für Grundstoffindustrie, Leipzig, 1988, ISBN 978-3342004097
- Sintervorgänge – Grundlagen, VDI, Düsseldorf 1992 ISBN 3-18-401218-2
- Mithrsg.: Konstruktionswerkstoffe des Maschinen- und Anlagenbaues, Wiley-VCH, 5. Auflage, 1998, ISBN 978-3527309559